# Exomalopsis fulvipennis
Exomalopsis fulvipennis là một loài Hymenoptera trong họ Apidae. Loài này được Schrottky mô tả khoa học năm 1910.